# 钟秀县
钟秀县，中国古县名。
金朝天会八年（1130年），改奉先县置，治所在今辽宁省北镇市西南北镇庙，属广宁府。元朝时废。